# Tua per la vita (film 1955)
Tua per la vita è un film del 1955 diretto da Sergio Grieco.

## Produzione
Il film è ascrivibile al filone dei melodrammi sentimentali, comunemente detto strappalacrime, in quel periodo molto in voga tra il pubblico italiano, poi ribattezzato dalla critica con il termine neorealismo d'appendice.
Girato nella primavera del 1955, il titolo provvisorio del film durante la lavorazione era Mogli e amanti.

## Distribuzione
Il film venne distribuito nel circuito cinematografico italiano il 5 ottobre del 1955.
Venne in seguito distribuito anche in Francia il 7 dicembre del 1955 con il titolo L'Hôtel du rendez-vous ed in seguito redistribuito l'anno successivo con il titolo Virginité moderne.

## Accoglienza

### Incassi
Al botteghino il film ha guadagnato 105.670.000 lire dell'epoca.

### Critica
(Segnalazioni Cinematografiche, vol. XXXVII, 1955)